# 대아초등학교 (경기)
대아초등학교는 대한민국 경기도 양평군에 있는 공립 초등학교이다.

## 학교 연혁
- 1948년 12월 6일: 양서국민학교 대아분교장 개교

## 참고 자료
- 대아초등학교 - 한국교육학술정보원 학교알리미